# Radio Fiesta (Perú)
Radio Fiesta fue una emisora de radio peruana cuya programación consistía en música bailable y rock en español. Fue lanzada al aire en febrero de 2002 y era propiedad de Radio Sistemas del Perú. Cesó sus emisiones en octubre de 2020.

## Historia
Originalmente la radio fue lanzada el 1 de febrero de 1999 bajo el nombre de Radio Tropicana. Su programación consistía de merengue, bachata, salsa, cumbia internacional, cumbia peruana, technocumbia, pop latino y reggae en español. Su eslogan característico era Ardiente como el fuego. La palabra Tropicana llega a ser patentada en Indecopi por otra empresa en el mismo rubro de comunicaciones, lo que obliga a la emisora a cambiar de nombre. En enero de 2002, es relanzada como Radio Fiesta, meses después orienta más su programación hacia la cumbia, y sus subgéneros como la chicha (tropical andina) y eventualmente folklore, proporcionando también el alquiler de espacios para programas de artistas y grupos nacionales de estos géneros musicales.
El 30 de abril de 2020, la emisora salió del aire dejando su frecuencia sin señal, debido a problemas económicos por la pandemia de la COVID-19. El 1 de agosto, se empezó a emitir música continuada sin identificación, siendo solo música de los géneros cumbia, salsa, latino pop, bachata, merengue, rock en español y pop rock. 
Se encontraba en modo de señal prueba, ya que la emisora cambiaría de programación siendo definitivamente una radio variada para así competir con Radio Comas, sin embargo el 21 de octubre de 2020 volvieron a salir del aire por la misma frecuencia, pero las redes sociales y la página web de la radio quedaron desactivadas debido a que el formato no funcionó. Radio Sistemas del Perú dueños de la frecuencia alquilan la frecuencia 105.5 MHz a Natura Vital, y el 2 de febrero de 2022 empezó a emitir una radio de prueba sin identificación, con baladas en español de los 60's, 70's, 80's, 90's y 2000's. Nombrándose Radio Salud y Vida desde el 1ro de marzo del mismo año, con programación de baladas, programas de salud e informerciales. 

## Antecedentes
En reemplazo de Radio San Isidro (Actualmente solo transmite en AM), el cual transmitía baladas en español e inglés de las décadas de 1970 a 1990, intercalando con algunas canciones de pop rock y salsa. El actual formato de Radio San Isidro AM es totalmente folclórico.

## Frecuencias
- Lima - 105.5 FM